# Go to Heaven
Albums de Grateful Dead
Shakedown Street
(1978) Reckoning
(1981)
Go to Heaven est le onzième album de studio du Grateful Dead, sorti en 1980.
C'est le premier album du groupe enregistré avec Brent Mydland aux claviers, après le départ de Keith et Donna Jean Godchaux l'année précédente.
À sa sortie, Go to Heaven atteint la 23e place du Billboard 200 et le single Alabama Getaway, la 68e du classement Pop Singles.

## Titres
| 1. | Alabama Getaway      | Jerry Garcia, Robert Hunter | 3:36 |
| 2. | Far From Me          | Brent Mydland               | 3:40 |
| 3. | Althea               | Garcia, Hunter              | 6:51 |
| 4. | Feel Like a Stranger | John Perry Barlow, Bob Weir | 5:07 |

| 5. | Lost Sailor                     | Barlow, Weir                 | 5:54 |
| 6. | Saint of Circumstance           | Barlow, Weir                 | 5:40 |
| 7. | Antwerp's Placebo (The Plumber) | Mickey Hart, Bill Kreutzmann | 0:38 |
| 8. | Easy to Love You                | Barlow, Mydland              | 3:40 |
| 9. | Don't Ease Me In (Traditionnel) |                              | 3:13 |

### Titres bonus
Go to Heaven a été remasterisé en 2004 dans le cadre du coffret Beyond Description (1973-1989), paru chez Rhino Records. Cette édition de l'album inclut six titres bonus : les trois premiers sont des chutes studio et les trois derniers des enregistrements en concert. Elle a été commercialisée séparément à partir du 11 avril 2006.
| No  | Titre                     | Auteur         | Durée |
| --- | ------------------------- | -------------- | ----- |
| 10. | Peggy-O (traditionnel)    |                | 5:51  |
| 11. | What'll You Raise         | Hunter         | 4:10  |
| 12. | Jack-A-Roe (traditionnel) |                | 4:55  |
| 13. | Althea                    | Garcia, Hunter | 8:17  |
| 14. | Lost Sailor               | Barlow, Weir   | 6:41  |
| 15. | Saint of Circumstance     | Barlow, Weir   | 6:35  |

## Musiciens
- Jerry Garcia : guitare, chant
- Mickey Hart : batterie
- Bill Kreutzmann : batterie
- Phil Lesh : basse
- Brent Mydland : claviers, chant
- Bob Weir : guitare, chant